# Mnium perpusillum
Mnium perpusillum är en bladmossart som beskrevs av Warnstorf 1915. Mnium perpusillum ingår i släktet stjärnmossor, och familjen Mniaceae. Inga underarter finns listade i Catalogue of Life.